# Coptops pardalis
Coptops pardalis är en skalbaggsart som först beskrevs av Francis Polkinghorne Pascoe 1862.  Coptops pardalis ingår i släktet Coptops och familjen långhorningar. Inga underarter finns listade i Catalogue of Life.